# Bagneaux-sur-Loing
Bagneaux-sur-Loing är en kommun i departementet Seine-et-Marne i regionen Île-de-France i norra Frankrike. Kommunen ligger i kantonen Nemours som tillhör arrondissementet Fontainebleau. År 2022 hade Bagneaux-sur-Loing 1 582 invånare.

## Befolkningsutveckling
Antalet invånare i kommunen Bagneaux-sur-Loing
| Referens: INSEE |